# Repubblica di Lituania (1918-1940)
La Repubblica di Lituania (in lituano: Lietuvos Respublika) esistita tra il 1918 e il 1940 fu uno Stato costituito nell'Europa orientale, sulle rive del Mar Baltico, dopo la sconfitta dell'Impero tedesco nella prima guerra mondiale e la Rivoluzione d'ottobre del 1917. In virtù del favorevole contesto storico-sociale, fu possibile per la Lituania ottenere la propria indipendenza, un evento questo rientrante tra le conseguenze della prima guerra mondiale. Era dal 1795, ovvero in concomitanza della terza spartizione della Confederazione polacco-lituana, che il Paese baltico non risultava autonomo. L'attuale Repubblica di Lituania si considera il successore dello Stato lituano nato nel 1918, ritenendo il periodo intercorso tra l'occupazione sovietica dei paesi baltici nel 1940 e la restaurazione dell'indipendenza avvenuta nel 1990 alla stregua di un'incorporazione illegittima ai sensi del diritto internazionale e non di una valida annessione dal punto di visto giuridico.

## Storia

### Proclamazione dell'indipendenza

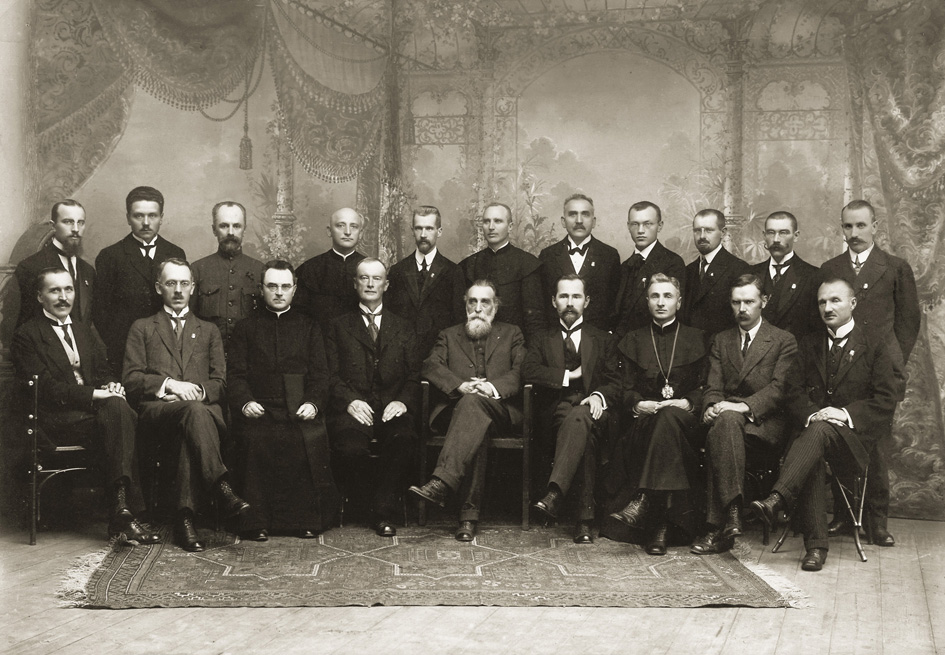
I 20 membri del Consiglio della Lituania e firmatari dell'atto d'indipendenza del 16 febbraio 1918

La Lituania aveva proclamato la propria autonomia il 16 febbraio 1918 a seguito dell'emanazione del cosiddetto Atto d'indipendenza. Malgrado ciò, la Lituania era all'epoca militarmente occupata dall'esercito imperiale tedesco, impegnato nella prima guerra mondiale. La Germania aveva costituito l'Ober Ost nelle odierne Lettonia, Lituania e in parte della Bielorussia per amministrare i territori ottenuti a seguito della firma del trattato di Brest-Litovsk, ai sensi del quale l'Impero russo era uscito dal conflitto. La Germania tentò di strumentalizzare le aspirazioni indipendentiste dei baltici con la speranza di costituire uno Stato cliente; l'obiettivo era quello di costituire il Regno di Lituania, il quale avrebbe dovuto essere guidato dal duca Guglielmo di Urach (Mindaugas II), un nobile di etnia tedesca. La proposta non andò in porto e il Consiglio della Lituania, l'organo governativo costituito ad interim, preferì virare verso l'ipotesi di dare vita a una repubblica. Tuttavia, le pressioni di Berlino apparivano ancora forti e fu soltanto verso la fine del 1918 che la Lituania riuscì ad agire in maniera autonoma. La firma dell'armistizio di Compiègne, con cui si chiude la Grande Guerra, coincise con l'inizio del lungo processo di ritiro delle truppe tedesche dal suolo baltico; ciò permise all'Estonia, alla Lettonia e alla Lituania di non essere più sottoposte a domini stranieri e di proclamarsi autonome. Non molto tempo dopo, la Repubblica Socialista Federativa Sovietica Russa, subentrata allo Zarato russo, si dimostrò interessata a riconquistare quanto sottratto dal trattato di Brest-Litovsk. 

### Confini: la contesa su Vilnius
I confini della prima Repubblica di Lituania differivano leggermente da quelli della moderna Lituania, con la grande eccezione della regione di Vilnius. Sebbene nella dichiarazione d'indipendenza la Lituania avesse indicato Vilnius come sua capitale per motivazioni storiche (era infatti il centro principale del Granducato di Lituania), la città, abitata per la maggior parte da cittadini polacchi all'inizio del Novecento, passò in mano alla Seconda Repubblica di Polonia subito dopo la fine della prima guerra mondiale. Il 1º gennaio 1919, l'esercito imperiale tedesco ancora presente in Lituania si ritirò e cedette l'autorità su Vilnius a un comitato polacco locale, contravvenendo alle richieste dell'amministrazione lituana. Tale evento permise la costituzione di un'amministrazione polacca composta da vecchi membri delle formazioni locali di autodifesa polacca, a quel tempo arruolati nel Wojska Lądowe. Così come i tedeschi, anche i lituani si ritirarono dalle regioni. Il 5 gennaio 1919 la città fu presa dalle forze bolsceviche che avanzavano da est e Vilnius fu proclamata la capitale della Litbel (la Repubblica Socialista Sovietica Lituano-Bielorussa). Mentre imperversava la guerra polacco-sovietica, tra l'inverno e la primavera del 1919 la città venne amministrata da figure affiliate ai comunisti. Il 19 aprile la città fu nuovamente conquistata dalla Polonia nell'ambito dell'offensiva di Vilna, passando di nuovo quindici mesi dopo, il 14 luglio 1920, in mano alle forze sovietiche. In quest'occasione, i lituani appoggiarono i sovietici poiché, in cambio del loro sostegno, fu loro promessa la garanzia di ricevere il possesso di Vilnius e del suo circondario.

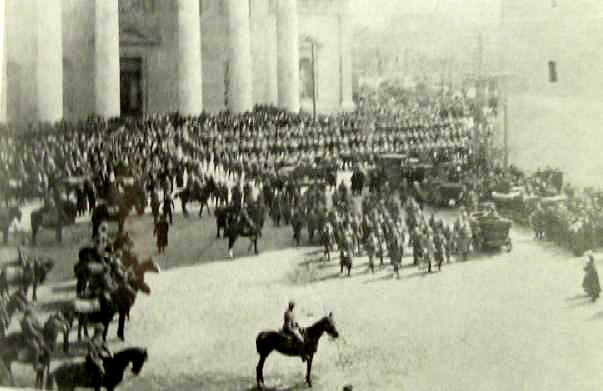
Parata celebrativa tenutasi a Wilno (Vilnius) in Piazza della Cattedrale nell'aprile 1919

Poco dopo la sconfitta riportata nella battaglia di Varsavia nel 1920, l'Armata Rossa in ritirata lasciò la città alla Lituania, di concerto con il trattato di pace di Mosca sovietico-lituano del 12 luglio 1920. L'intesa riconosceva la sovranità lituana su molte delle aree appartenenti alla cosiddetta Lituania Propria, inclusa Vilnius. Sebbene la città stessa e i dintorni cambiarono effettivamente bandiera, la rapidità dell'offensiva polacca impedì che i lituani potessero insediarsi in maniera stabile in un così breve lasso di tempo. L'alternativa poteva essere quella di cercare di preservare il controllo di Vilnius militarmente, ma i baltici preferirono scongiurare questo scenario. La conclusione delle guerre d'indipendenza lituane, protrattesi tra il 1918 e il 1920, garantì ai baltici più meridionali la propria sovranità. A contribuire a questo risultato fu sicuramente la Polonia, la quale, in virtù delle sue vittorie conseguite nella guerra sovietico-polacca, riuscì secondo alcuni storici a garantire allo Stato lituano un ventennio di indipendenza, considerando che la RSFS Russa uscì sconfitta dal conflitto con Varsavia.
Molti storici sostengono che il motivo principale dietro l'accordo sovietico con la Lituania fosse quello di indebolire la Polonia e consegnare i territori contesi a uno Stato più debole, ovvero la Lituania dell'epoca, al fine di riconquistare l'area più facilmente dopo che il ritiro dell'Armata Rossa si fosse arrestato. Inoltre, l'indipendenza delle repubbliche baltiche era vista da Vladimir Lenin come un evento temporaneo. Tuttavia, dopo la battaglia del fiume Niemen, l'Armata Rossa riportò gravi perdite e la Russia bolscevica dovette abbandonare i suoi propositi di re-incorporazione dei territori persi dall'Impero russo a seguito della firma del trattato di Brest-Litovsk.
Proprio quando Mosca cessava di costituire una grande minaccia nell'area geografica, almeno in quel momento, le relazioni polacco-lituane peggiorarono. In termini demografici, Vilnius risultò una delle città lituane più polonizzate e russificate durante il dominio russo 1795-1914, come emerge dai dati anagrafici a disposizione, invero abbastanza limitati.
Malgrado il loro ritiro, i lituani rivendicavano territorialmente l'area e rifiutarono di ritenere legittima qualsiasi pretesa dei polacchi sulla città e sulla regione circostante. I negoziati sul futuro dell'area contesa, intrattenuti sotto l'egida della Conferenza degli Ambasciatori per sua volontà a Bruxelles e a Parigi, giunsero a una situazione di stallo. Il presidente della Polonia, l'autoritario e ambizioso Józef Piłsudski, si dimostrò assai preoccupato per questa situazione, in quanto temeva che la Triplice intesa avesse ritenuto legittimi i contenuti del trattato di Mosca del 1920. Poiché entrambi i Paesi erano ufficialmente in pace e la delegazione lituana aveva respinto l'ipotesi di effettuare un plebiscito, i polacchi decisero di assicurarsi la regione tra il mese di settembre e di ottobre del 1920 in quella che divenne nota come guerra polacco-lituana.
Il generale Lucjan Żeligowski, a capo della divisione lituano-bielorussa dell'esercito polacco, inscenò un finto ammutinamento (ammutinamento di Żeligowski) e il 9 ottobre 1920, al comando delle truppe ai suoi ordini, fece il suo ingresso a Vilnius, compiendo un'operazione per certi versi molto simile all'Impresa di Fiume. Dopo essere stato accolto da folle festanti, il generale Żeligowski dichiarò Vilnius la capitale della neocostituita Repubblica della Lituania Centrale, auto-proclamandosi suo capo di Stato. I negoziati a Bruxelles proseguirono, ma quanto accaduto a Vilnius rese più gravosa la prosecuzione dei negoziati. Come già la Lituania aveva intuito e come il presidente Józef Piłsudski stesso ammise tempo dopo, le manovre necessarie per l'esecuzione dell'ammutinamento di Żeligowski furono tutte eseguite con l'approvazione della Polonia. Tra i piani proposti dall'Intesa si avanzò quello di creare uno Stato polacco-lituano la cui forma di governo sarebbe stata simile a quella della Confederazione Elvetica, con il controllo sull'area contesa che avrebbe dovuto essere condiviso. Sebbene tale ipotesi riscontrò il tacito consenso di entrambe le fazioni, la Polonia insistette affinché fossero invitati nelle trattative anche i rappresentanti della Lituania Centrale. I politici lituani sostenevano che la Lituania centrale non fosse altro che uno Stato fantoccio della Polonia e respinsero l'idea; il risultato fu l'ennesimo stallo negoziale.
Il governo lituano stabilì la sua capitale de facto nella città di Kaunas, assegnandole esplicitamente lo status di "capitale provvisoria" e chiedendo a Varsavia, ancora una volta, la restituzione dei territori contesi. Tra il 1919 e il 1938, la Lituania rifiutò di intrattenere rapporti diplomatici con la Polonia fino a quando il governo polacco non avesse ceduto la città. A nulla valsero gli interventi effettuati nel corso degli anni Venti della Società delle Nazioni. L'ultimatum polacco alla Lituania del 1938 costrinse Kaunas a ripristinare le relazioni diplomatiche, ma i baltici non rinunciarono alle proprie rivendicazioni e si appellarono al fatto che la stessa Costituzione lituana individuava in Vilnius la capitale dello Stato.

### Periodo democratico

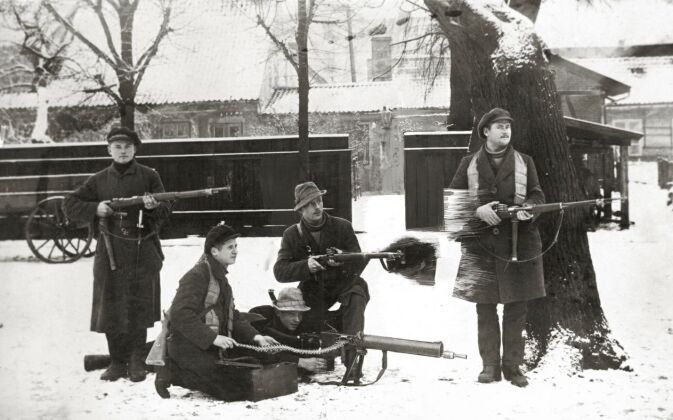
Ribelli lituani durante la rivolta di Klaipėda

L'assemblea costituente, che si riunì soltanto nell'ottobre del 1920 a causa delle minacce avanzate dalla Polonia, si riunì e avviò molte riforme ritenute necessarie nel neonato Stato. Questo bisogno nasceva dall'esigenza per la Lituania di ottenere il riconoscimento internazionale e un posto in seno alla Società delle Nazioni. Su questa scia, si approvò una legge per la riforma agraria, si introdusse una valuta nazionale (il litas) e si adottò una carta costituzionale definitiva nell'agosto 1922. Le prime elezioni della giovane repubblica per eleggere il Seimas (parlamento) ebbero luogo nell'ottobre 1922. La questione costituzionale più controversa riguardò il ruolo della presidenza; nella sostanza, i poteri del governo risultavano abbastanza limitati, considerando che il parlamento unicamerale godeva di una libertà di manovra molto invasiva. I suoi membri, eletti dal popolo per un triennio, eleggevano appena entrati in carica loro stessi un presidente, il quale era autorizzato a nominare un primo ministro. Quest'ultima figura aveva poi il compito di formare un gabinetto dei ministri. Il mandato presidenziale non poteva essere ricoperto per più di due mandati consecutivi. Il principale successo duraturo raggiunto durante la prima legislatura riguardò la rivolta di Klaipėda, avvenuta dal 10 gennaio al 15 gennaio 1923. La sommossa coinvolse la Lituania Minore, una regione tradizionalmente bramata dai nazionalisti lituani e che rimase sotto il dominio tedesco dopo la Grande Guerra ad eccezione della regione di Klaipėda, abitata da una significativa minoranza lituana (27,6% o 38.900 su 141.000). La Lituania approfittò dell'occupazione della Ruhr nell'Europa occidentale e si insediò a tutti gli effetti nella regione di Klaipėda, un territorio separato dalla Prussia orientale ai sensi del trattato di Versailles e posto sotto l'amministrazione francese con il placet della Società delle Nazioni. La regione fu incorporata come distretto autonomo nel maggio 1924 e consentì l'unico accesso del Paese al mar Baltico. Klaipėda era inoltre un importante centro industriale, ma i numerosi abitanti tedeschi della regione resistettero al dominio lituano durante gli anni Trenta. La rivolta di Klaipėda fu l'ultimo conflitto armato avvenuto in Lituania prima della seconda guerra mondiale.
La seconda legislatura nazionale, partita dopo le elezioni del maggio 1923, fu l'unica della Lituania indipendente a durare per l'intero mandato. Nel corso del triennio in cui agì il nuovo governo, si portò avanti la riforma agraria, si introdussero sistemi di sostegno sociale e si iniziò a ripagare il debito estero. Il primo censimento nazionale ebbe luogo nel 1923.

### Periodo autoritario

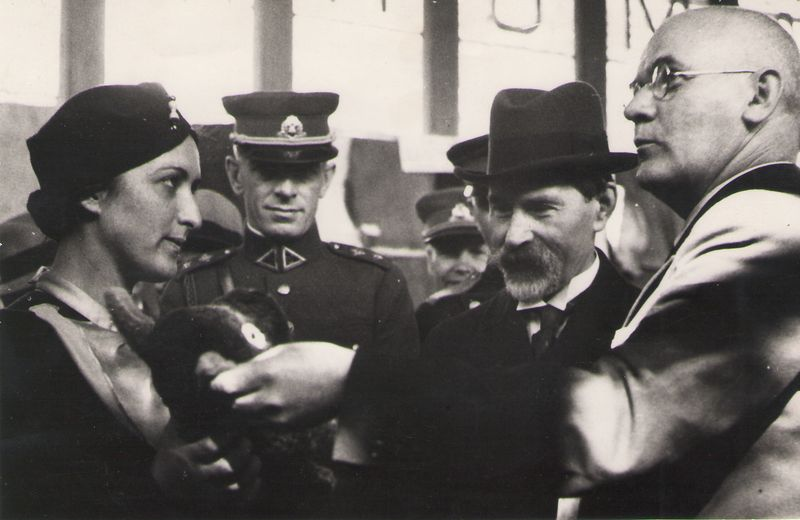
Antanas Smetona e la scrittrice Stase Samuleviciene nel 1928

Il sistema parlamentare si era dimostrato in quasi un decennio abbastanza instabile; basti pensare che tra il novembre 1918 e il dicembre 1926 si susseguirono ben undici gabinetti. Il terzo Seimas, eletto nel maggio del 1926, vedeva per la prima volta il blocco guidato dal partito dei democratici cristiani (PDC) passare all'opposizione. L'esecutivo ricevette aspre critiche per la gestione della contesa di Vilnius e per aver firmato il patto di non aggressione lituano-sovietico (benché il documento ribadisse il riconoscimento sovietico delle rivendicazioni lituane su Vilnius). In virtù delle accuse di "bolscevizzazione" e per via delle riforme che prevedevano delle modifiche dell'organigramma militare riducendone i membri, si gettarono le premesse affinché avvenuto un colpo di Stato del dicembre del 1926. Il rovesciamento di potere vedeva il sostegno dell'Unione dei nazionalisti (tautininkai), dai democristiani e dell'esercito. A seguito dell'evento, Antanas Smetona si insediò come presidente e Augustinas Voldemaras come primo ministro. Il riconoscimento internazionale del nuovo esecutivo non si rivelò difficile da ottenere. Le potenze occidentali non avevano guardato con fiducia alla ratifica del trattato di non aggressione con l'Unione Sovietica a settembre. Per questo motivo, si desiderava un cambiamento nella politica estera lituana, il quale avvenne proprio in concomitanza dell'avvento di Smetona. Non deve sorprendere che il quotidiano inglese Daily Telegraph, il francese de Le Matin e lo statunitense New York Times giustificavano il colpo di Stato ritenendolo finalizzato a rompere il processo di avvicinamento a Mosca e a normalizzare le relazioni con la Polonia. Non si faceva nessun riferimento alla natura antidemocratica e incostituzionale alla base dell'evento. Smetona soppresse l'opposizione e trasformò il Paese in un regime autoritario fino al giugno 1940.
Nonostante gli eventi accaduti nel dicembre del 1926, il Seimas immaginava che il governo di Smetona potesse avere un impatto soltanto temporaneo e che sarebbero state presto indette nuove elezioni per riportare la Lituania alla democrazia. Al contrario, l'assemblea legislativa fu sciolta nel maggio 1927. Nel medesimo anno, i membri dei socialdemocratici e di altri partiti di sinistra tentarono di organizzare una rivolta contro Smetona, ma l'operazione venne stroncata in tempi rapidi. Poiché Voldemaras finì per contrastare sempre più le politiche di Smetona, egli fu costretto a dimettersi nel 1929. Per tre volte nel 1930 e una nel 1934, Voldemaras tentò senza successo di tornare al potere. Nel maggio 1928, Smetona annunciò la quinta costituzione provvisoria senza consultare il Seimas. La carta fondamentale continuava a sostenere che la Lituania fosse una nazione democratica, ma di fatto i poteri del presidente stavano subendo al contempo un notevole accrescimento. La formazione politica in cui militava Smetona, l'Unione dei nazionalisti, passò dall'essere un partito poco considerato a un grande soggetto per dimensioni e importanza. Non trascorse molto tempo prima che il presidente adottasse il titolo di tautos vadas (capo della nazione) e che lentamente iniziasse a costruire un culto della personalità, malgrado questo percorso non ebbe molta fortuna.
Quando il partito nazista salì al potere in Germania, le relazioni con la Lituania peggiorarono notevolmente, poiché Berlino non accettava la perdita della regione di Klaipėda (in tedesco Memelland). Nel 1934, i nazisti finanziarono organizzazioni anti-lituane attive in quella zona, spingendo la Lituania a intervenire processando gli attivisti e condannando circa un centinaio di persone. Le pene detentive irrogate riguardarono anche Ernst Neumann e Theodor von Sass, i due esponenti principali. Ciò spinse la Germania, uno dei principali partner commerciali della Lituania, a dichiarare un embargo dei prodotti lituani. Per tutta risposta, Kaunas converse le sue esportazioni in Gran Bretagna. Questa misura non si rivelò abbastanza efficace da accontentare ogni ceto, tanto che i contadini della Suvalkija organizzarono degli scioperi poi repressi dal governo con violenza. Il prestigio di Smetona fu danneggiato e nel settembre 1936 accettò di indire le prime elezioni per il Seimas dopo il colpo di Stato del 1926. Prima delle elezioni, tutti i partiti politici furono esclusi dalla corsa, eccezion fatta per l'Unione dei nazionalisti. Per questo motivo, 42 dei 49 membri del quarto Seimas della Lituania provenivano dalla formazione sopraccitata. L'assemblea funse nei fatti da consiglio consultivo del presidente e, nel febbraio 1938, adottò una nuova Costituzione che conferiva al presidente poteri ancora maggiori.

### La Lituania contesa tra Germania e URSS
Come le altre due repubbliche baltiche, negli anni Trenta la sovranità lituana fu minacciata non solo dalle ambizioni espansionistiche della Germania nazista, ma anche da quelle dell'Unione Sovietica. Se si considerano anche i contrasti diplomatici con la vicina Polonia, si comprende come la situazione geopolitica apparisse complicata.
Il 20 marzo 1939, Joachim von Ribbentrop, ministro degli esteri della Germania, presentò un ultimatum tedesco alla Lituania rivolgendolo al suo omologo lituano, Juozas Urbšys, relativo alla regione di Klaipėda. I tedeschi chiesero che la Lituania rinunciasse al territorio, altrimenti la Wehrmacht avrebbe invaso la Lituania. La richiesta non colse del tutto alla sprovvista i baltici, i quali temevano una simile azione dopo che le tensioni bilaterali erano aumentate negli ultimi anni per via della crescente propaganda filo-nazista nella regione e della continua espansione tedesca. L'ultimatum venne consegnato appena cinque giorni dopo l'occupazione tedesca della Cecoslovacchia. La Convenzione di Klaipėda del 1924 garantiva la protezione dello status quo nella regione, ma i quattro Stati firmatari del documento non offrirono alcuna assistenza materiale. Il Regno Unito e la Francia preferirono seguire una politica di appeasement, mentre l'Italia e il Giappone sostennero apertamente Berlino. La Lituania venne costretta ad accettare l'ultimatum il 22 marzo. Si trattò dell'ultima acquisizione territoriale tedesca prima della seconda guerra mondiale, che produsse una grave recessione nell'economia della Lituania e aumentò complessivamente le tensioni prebelliche per l'Europa. La Lituania perse il 5,1% del suo territorio, il 6% della popolazione, un numero significativo di chilometri costieri e il suo principale porto, Klaipėda.
Dopo lo scoppio della guerra nel settembre del 1939, in conformità con i contenuti del patto Molotov-Ribbentrop, la Germania e l'Unione Sovietica ripartirono l'Europa orientale in sfere di influenza, lasciando le repubbliche baltiche sotto l'influenza sovietica. In origine, si prevedeva che la Lituania sarebbe spettata ai tedeschi, ma tale protocollo fu sovvertito da un nuovo atto, il quale prevedeva l'assegnazione di due regioni polacche ai tedeschi (prima destinate ai sovietici) in cambio della nazione baltica.

### Occupazione sovietica e fine della sovranità nazionale

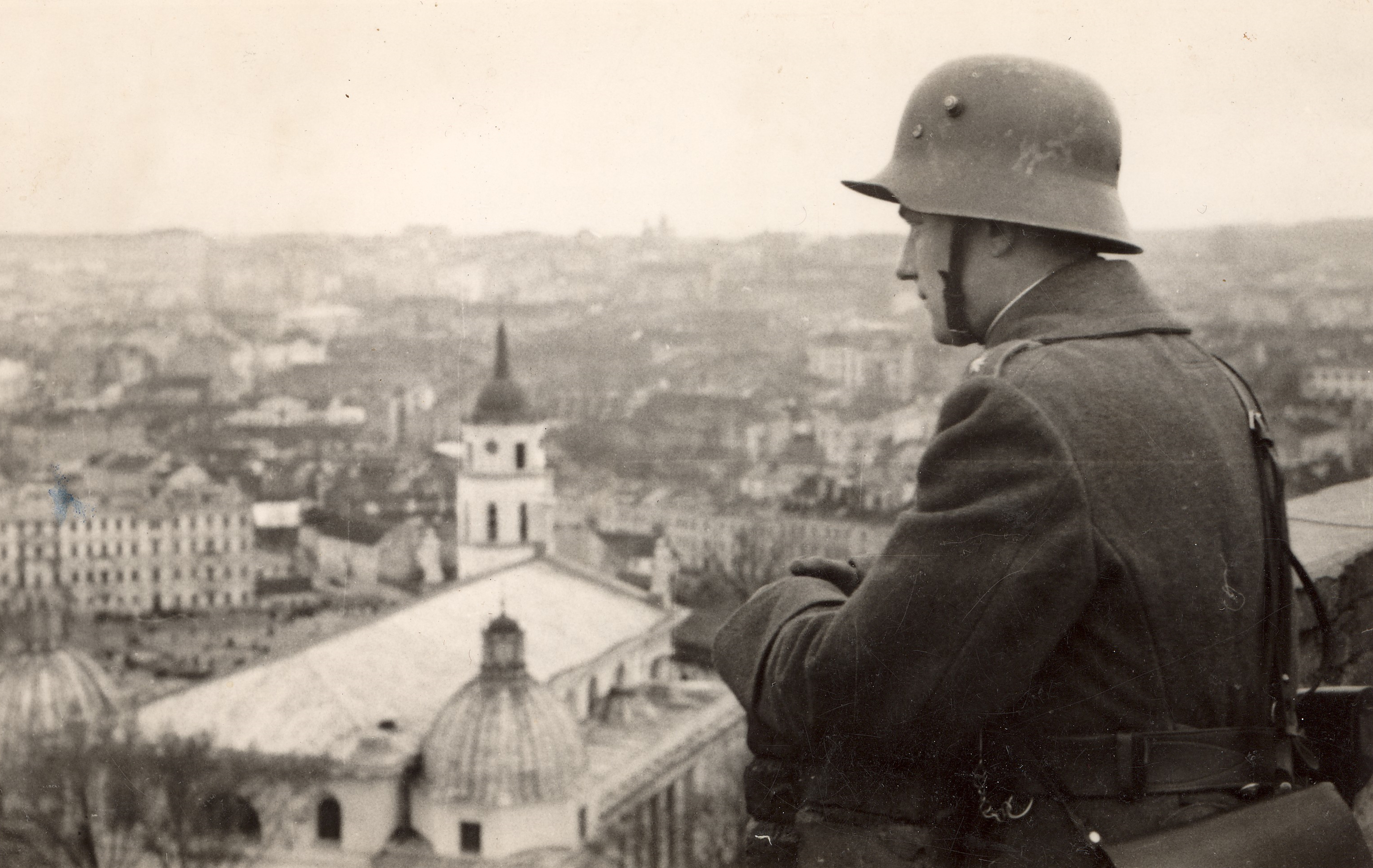
Soldato lituano che osserva Vilnius

Come si è detto, la Lituania non smise mai di pensare alla ri-acquisizione di Vilnius e solo l'intervento militare dell'URSS lo rese possibile. Il centro abitato tornò in mano alla Lituania infatti nel 1939, a seguito dell'invasione sovietica della Polonia. L'annessione venne percepita con gioia dai lituani, considerando che un'intera generazione stava coltivando l'idea che la Lituania non sarebbe stata la stessa senza la storica capitale. Per tale motivo, l'opinione comune riteneva il reinsediamento come «un atto di giustizia storica». Le élite erano molto più preoccupate, poiché per molti il prezzo pagato dalla Lituania all'Unione Sovietica per ottenere Vilnius appariva troppo alto. Per ottenere di nuovo il controllo di parte della regione rivendicata, i lituani dovettero infatti accettare la proposta del Ministro degli esteri sovietico Vjačeslav Molotov, su consenso di Iosif Stalin, di insediare varie truppe dell'Armata Rossa sul suolo lituano subito dopo lo scoppio della seconda guerra mondiale. Un totale di 18.786 uomini dell'Armata Rossa fu inviato in posizioni strategicamente importanti della nazione, ovvero Alytus, Prienai, Gaižiūnai e Naujoji Vilnia.
Il 14 giugno 1940, Mosca rivolse un ultimatum alla Lituania, che fu il primo Paese a essere invaso. Le truppe sovietiche superarono infatti i confini il giorno successivo, causando la fuga di Smetona; quest'ultimo si era dichiarato favorevole a resistere militarmente, sia pur in maniera simbolica, ma si trovò in minoranza quando a Kaunas ci si riunì per decidere se accettare o meno l'ultimatum. Scacciato Smetona, ebbe luogo l'insediamento di un governo fantoccio comunista. In seguito, in esilio negli Stati Uniti, Smetona dichiarerà pubblicamente: «Io sono, sono stato, e sarò il presidente della Lituania».
Sotto la spinta di Mosca, il 17 giugno 1940 Merkys nominò Justas Paleckis come primo ministro. Paleckis assunse più tardi le funzioni presidenziali e Vincas Krėvė-Mickevičius fu nominato primo ministro al suo posto. Il Partito Comunista della Lituania fu di nuovo ammesso a partecipare alla vita politica e avviò subito una campagna propagandistica per supportare il nuovo governo. Fu dunque vietata l'opposizione, così come i giornali non allineati al regime, e furono tagliate le relazioni estere. Il 14 e il 15 luglio ebbero luogo le elezioni del cosiddetto Seimas del popolo. Unico contendente fu il Partito dei Lavoratori Lituani, fondato da ex membri di partiti radicali e comunisti. I cittadini furono chiamati a votare, ma i risultati furono giudicati dall'opinione internazionale alla stregua di una farsa. A seguito della prima riunione del neoeletto parlamento, il 21 luglio, venne avanzata all'URSS la "richiesta" inviata da parte della Lituania di essere annessa come repubblica sovietica. Subito dopo questo evento, si approvarono dei programmi di sovietizzazione statali. Il 3 agosto, una delegazione formata da membri di spicco dell'esecutivo lituano fu inviata a Mosca per firmare l'annessione e renderla poco più tardi ufficiale. Il 25 agosto 1940, una riunione straordinaria del Parlamento Popolare ratificò la Costituzione della Repubblica Socialista Sovietica, simile per forma e contenuti alla Costituzione sovietica del 1936.
A seguito dell'occupazione tedesca della Lituania (1941-1944) e di una nuova rioccupazione sovietica nel 1944, la Lituania tornò ad esistere come Stato indipendente dall'inizio degli anni Novanta. La Lituania fu la prima repubblica sovietica a riconquistare la propria indipendenza nel marzo del 1990.

## Politica

### Ordinamento dello Stato

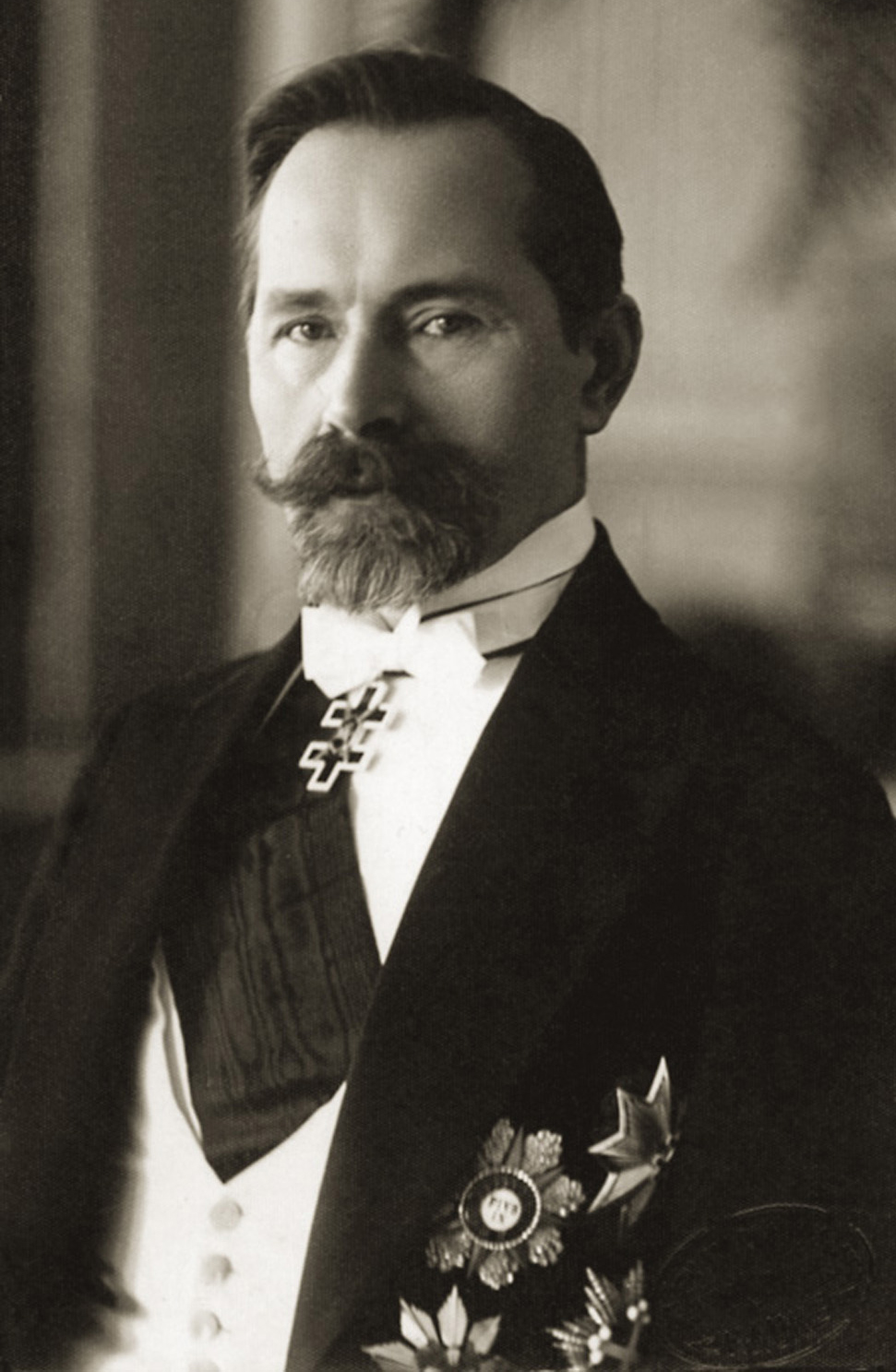
Antanas Smetona, al potere dal colpo di Stato del 1926 fino alla scomparsa della Lituania come nazione indipendente

Politicamente, tra il 1918 e il 1926 il governo lituano fu una democrazia parlamentare con un Seimas (Parlamento) unicamerale e un presidente a capo della camera. A differenza degli altri due Stati baltici, il partito più sostenuto del Paese era il Partito dei Democratici Cristiani, mentre in Estonia e Lettonia in tutte le elezioni interbelliche il partito che ottenne la maggioranza fu quello socialdemocratico. Il 17 dicembre 1926, dopo la debacle subita dalla Democrazia Cristiana nelle elezioni parlamentari di metà anno, il suo capo partito, Antanas Smetona, effettuò un colpo di Stato contro il governo di centrosinistra di recente formazione e instaurò una dittatura autoritaria, con l'Unione dei Nazionalisti come unica formazione politica legale.
In tema di politica estera, la Lituania entrò a far parte della Società delle Nazioni nel 1921 e aderì all'Intesa baltica nel 1934.

### Seimas
Durante il periodo 1918-1940, vi furono cinque legislature, tre delle quali (le ultime) vennero sciolte per volontà del presidente della Repubblica. L'ideale di democrazia fu compromesso dall'eccessiva frammentazione di partiti politici, dalla mancanza di cultura politica e dall'incapacità di raggiungere accordi tra le varie fazioni. Il colpo definitivo al fragile impianto parlamentare nato nel 1918 fu assestato dal rovesciamento del potere compiuto da Smetona; l'allora in corso terza legislatura fu sciolta senza che fossero state indette nuove elezioni per rinnovare il parlamento. Da quel momento, la Lituania venne governata in gran parte tramite i decreti del presidente.
Sebbene si procedette a nominare un quarto Seimas, attivo dal 1936 al 1940, si trattò di una parvenza di parlamentarismo piuttosto che di una convocazione alle urne avvenuta per eleggere un organo realmente democratico. Infatti, il processo di concentrazione dei poteri nelle mani di Smetona non si arrestò mai del tutto. Un importante traguardo raggiunto in termini di parità di genere durante tale legislatura fu l'istituzione di una commissione che potesse meglio rappresentare gli interessi delle donne.
Il Seimas ebbe un ruolo importante nel redigere tre statuti, dei provvedimenti speciali finalizzati a nominare ben tre assemblee costituenti nel 1921, 1924 e 1936. I membri del Seimas avevano il diritto di presentare proposte di legge (il disegno doveva essere supportato da almeno otto esponenti politici), di sottoporre l'interpellanza al Consiglio dei ministri e il diritto di avviare inchieste parlamentari. I rappresentanti del Seimas costituente godevano dell'immunità e non potevano essere arrestati, perquisiti, sottoposti a controllo della corrispondenza, ecc. La Costituzione del 1922 prevedeva che il mandato del Seimas durasse tre anni, mentre la Costituzione del 1928 fissò la durata della legislatura a un lustro. Tale precetto venne ribadito anche nella Costituzione del 1938.

### Forze armate
Una delle prime misure promulgate dal governo lituano fu la costituzione di un esercito nazionale. Gli obblighi relativi alla leva vennero introdotti nel 1919 e, al termine della guerra d'indipendenza del 1918-1920, l'esercito lituano contava più di 40.000 uomini, il cui comandante in capo era il Presidente della Repubblica. A causa della costante minaccia di un conflitto militare, il numero di coscritti diminuì solo nel 1922. Lo stato di guerra invece permase in vigore nel 1919, a conflitto in corso, e nel 1926, subito dopo il colpo di Stato di Antanas Smetona.
Dei cambiamenti strutturali più significativi ebbero luogo il 1º gennaio 1935, seguiti dalla riorganizzazione e all'ammodernamento dell'esercito. Benché il processo di riallestimento proseguì anche nel 1939, la Lituania non riuscì a evitare l'occupazione, indipendentemente dalla preparazione militare, poiché nulla avrebbe potuto in battaglia contro la soverchiante superiorità numerica dei sovietici.

### Ordinamento scolastico
La Lituania ottenne risultati notevoli nel settore dell'istruzione durante il periodo 1918-1940. In seguito alla dichiarazione di indipendenza, l'educazione divenne una delle priorità perseguite dal giovane Stato. Sebbene mancassero in un primo momento risorse per via dei danni causati dalla prima guerra mondiale, già nel 1919 fu abbozzata una prima riforma, modificata sia nel 1922 che nel 1925. Il percorso formativo delineato prevedeva quattro anni di scuola elementare, quattro di scuola media e quattro di ginnasio (chiamato anche scuola superiore). Aprirono i battenti anche istituti superiori frequentati perlopiù da discendenti di minoranze nazionali (polacchi, ebrei, tedeschi, russi e lettoni), tutti privati; lo studio della lingua latina era obbligatorio. Negli anni Trenta si svilupparono indirizzi inerenti all'artigianato, al settore tecnico-commerciale e all'alberghiero.
L'analfabetismo scese in maniera considerevole di pari passo con l'aumento degli istituti di formazione. Inoltre, un'importante apertura da segnalare fu quella dell'Università della Lituania (Università Vitoldo Magno dal 1930).

## Economia
Alla vigilia della prima guerra mondiale, la Lituania era già indietro rispetto alle altre due province baltiche per lo scarso livello tecnologico del settore agricolo e le pessime condizioni dell'industria. Durante il periodo 1919-1939, la produzione industriale lituana crebbe in media del 6-7% all'anno, mentre quella agricola del 3,5-4%. Furono eseguiti degli sforzi notevoli, ma il potenziale del settore rimase ancora modesto. Lo sviluppo dell'industria, del commercio e dei trasporti in Lituania fu più rapido di quello dell'agricoltura, mentre l'aumento delle esportazioni di prodotti agricoli è stato il più significativo tra gli altri. Per quanto concerne il settore bancario, la Lituania contava sei istituti attivi nel periodo interbellico.
La popolazione lituana si concentrava solo per il 20% nelle città, ragion per cui riuscì a passare in maniera relativamente indenne la Grande depressione del 1929. Il tasso di natalità risultò in aumento del 22%, nonostante una considerevole emigrazione principalmente verso il Sud America.

### Settore primario

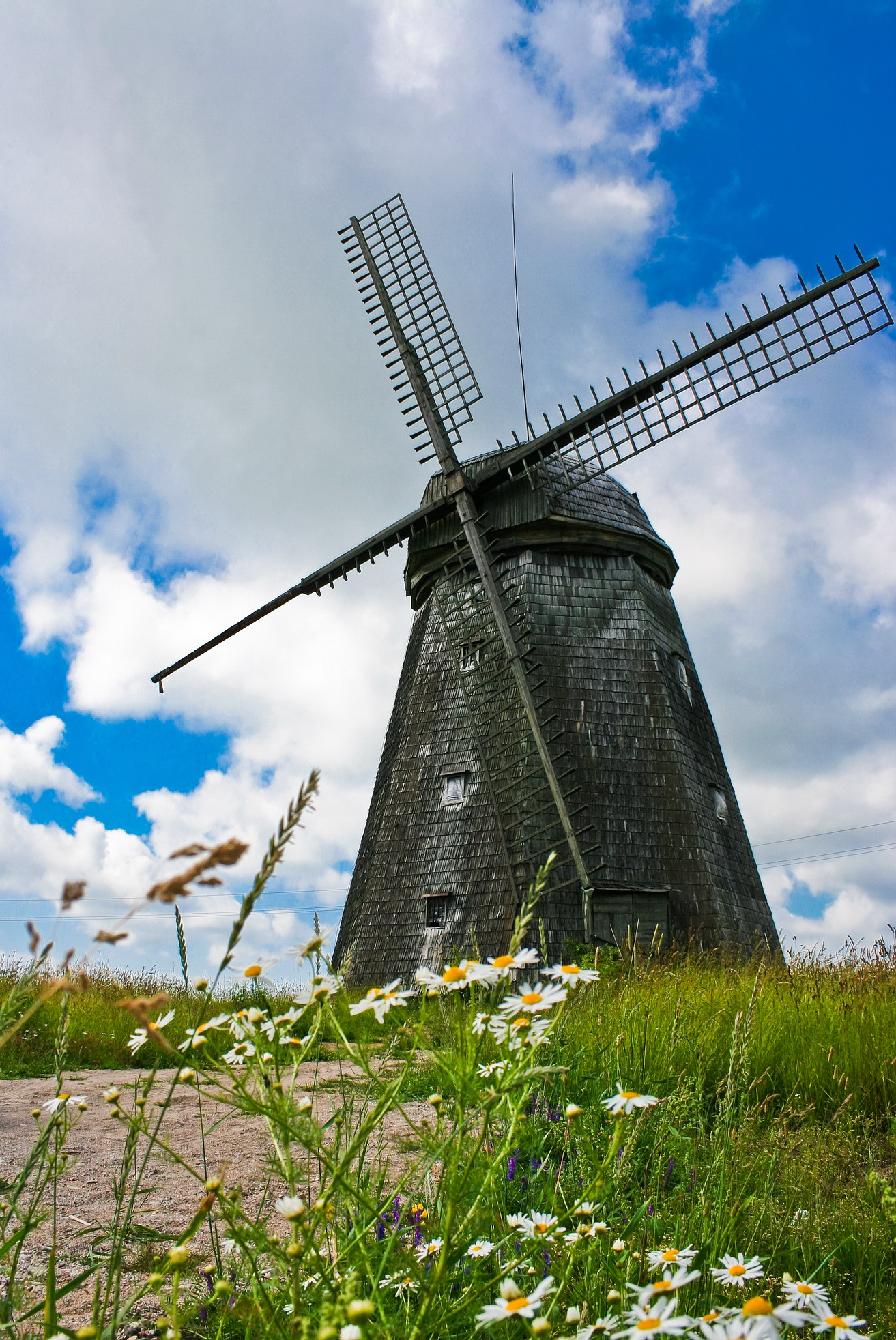
Mulino a vento in Lituania

La Lituania del dopoguerra aveva il compito di modernizzare l'agricoltura e di utilizzarla per la costituzione di fondi destinati alla creazione dell'industria di trasformazione dei prodotti agricoli. I provvedimenti economici erano innanzitutto indirizzati al settore primario, in particolare alla modernizzazione dei sistemi agricoli e all'allevamento del bestiame, nonché a politiche promozionali per l'allevamento da latte e la produzione di carne (allo stesso modo degli anni Novanta del secolo scorso). Anche il burro acquisì un ruolo di spessore tra i prodotti maggiormente commerciati, soprattutto all'estero. Negli anni '30, si incrementò l'industria dello zucchero, del tessile e di stabilimenti per la lavorazione delle materie prime a Marijampolė, Panevėžys e Pavenčiai (quest'ultimo ancora non realizzato nel 1940). La Camera dell'Agricoltura fu istituita nel 1926 direttamente con il monitoraggio dal ministero dell'agricoltura.
La parcellizzazione delle proprietà, ovvero la riforma agricola in senso stretto, interessò quasi il 25% dell'intero territorio della Lituania, mentre la riforma in senso lato, compresa la divisione dei villaggi in singole fattorie, ossia circa il 56% del territorio nazionale. Un simile provvedimento rafforzò il settore primario e incentivò la partecipazione di nuovi agricoltori. Tra le altre cose, le leggi regolamentavano i diritti reali; con la superficie coltivata in aumento di un terzo, la Lituania risultò in grado di sostentarsi con cibo e cereali per l'alimentazione, mentre l'eccedenza veniva esportata.

### Industria e commercio
Il settore industriale subì grandi mutamenti a seguito della prima guerra mondiale, poiché alcune strutture erano state del tutto distrutte. La situazione dell'industria pesante della Lituania risultava critica, anche perché fortemente dipendente da mercati esteri, in primis l'Impero russo. Per tale motivo, chi commerciava entro il territorio lituano soffrì di meno negli anni Venti. Durante gli anni dell'indipendenza, la Lituania si specializzò nell'industria leggera; il numero di imprese aumentò a scapito di quello dei lavoratori, raggiungendo il livello prebellico nel 1924-1925. Lo sviluppo in tale campo fu comunque in parte eclissato da quello avvenuto nel settore primario. La produzione di alimenti e bevande, ovvero la lavorazione di materie prime agricole, riguardò i principali rami di azione dell'industria baltica. Nel 1919, industriali e commercianti iniziarono altresì a riunirsi in vari sindacati e si istituirono due uffici individuali presso il Ministero del Commercio e dell'Industria. La Camera di commercio attiva sul territorio lituano non comprendeva le regioni di Vilnius (perché la zona era in mano ai polacchi) e Klaipėda, poiché quest'ultima funzionò in maniera indipendente senza riferire alla camera di Kaunas.
La Camera di commercio, industria e artigianato si componeva di ventuno membri che rappresentavano gli interessi di quattro gruppi: banche e istituti bancari, cooperative, istituzioni industriali e istituzioni commerciali. Le attività della camera venivano monitorate dal ministero delle finanze. La camera fu sostanzialmente nazionalizzata dalle leggi adottate nel 1936. Il presidente della stessa era nominato dal Presidente della Repubblica su proposta del ministro delle finanze. L'obiettivo della camera era quello di sviluppare il commercio, l'industria e l'artigianato e di rappresentare le imprese industriali e artigianali.
Dopo la riannessione della regione di Klaipėda alla Lituania nel 1924, il governo di Kaunas ordinò che una parte significativa delle esportazioni e importazioni lituane venissero effettuate attraverso il porto locale; per tale motivo, nacquero numerose imprese e strutture nella città. Le imprese commerciali e industriali furono poi nazionalizzate o chiuse con l'occupazione sovietica del 1940.

## Cultura
La Lituania non dispose di un'istituzione pubblica dedicata alla cultura e all'arte dal 1918 al 1926. Nel 1920, il ministero dell'istruzione incentivò la fondazione dell'Associazione lituana degli artisti, la quale comprendeva scrittori, scultori, disegnatori e attori. Più tardi, nacquero organizzazioni simili dedicate al teatro e alla musica lirica, oltre a gallerie d'arte dedicate a pittori baltici.
Nell'estate del 1926, l'Associazione lituana degli artisti e il ministero della pubblica istruzione diedero vita a un Consiglio per le arti, i cui membri vennero estratti da vari ambiti (recitazione, letteratura, architettura, pittura e musica), ma questo cessò di esistere nel 1928. Le funzioni del Consiglio per le arti vennero svolte dal dipartimento per gli affari culturali istituito dal ministero della pubblica istruzione nel 1934.
Nel periodo interbellico, si segnala a livello culturale anche il tentativo di redigere per la prima volta un'enciclopedia lituana e un dizionario. Inoltre, si pensi anche ai provvedimenti emessi per tutelare la realizzazione di biblioteche, la tutela del patrimonio artistico, ambientale, religioso e folkloristico e delle minoranze.

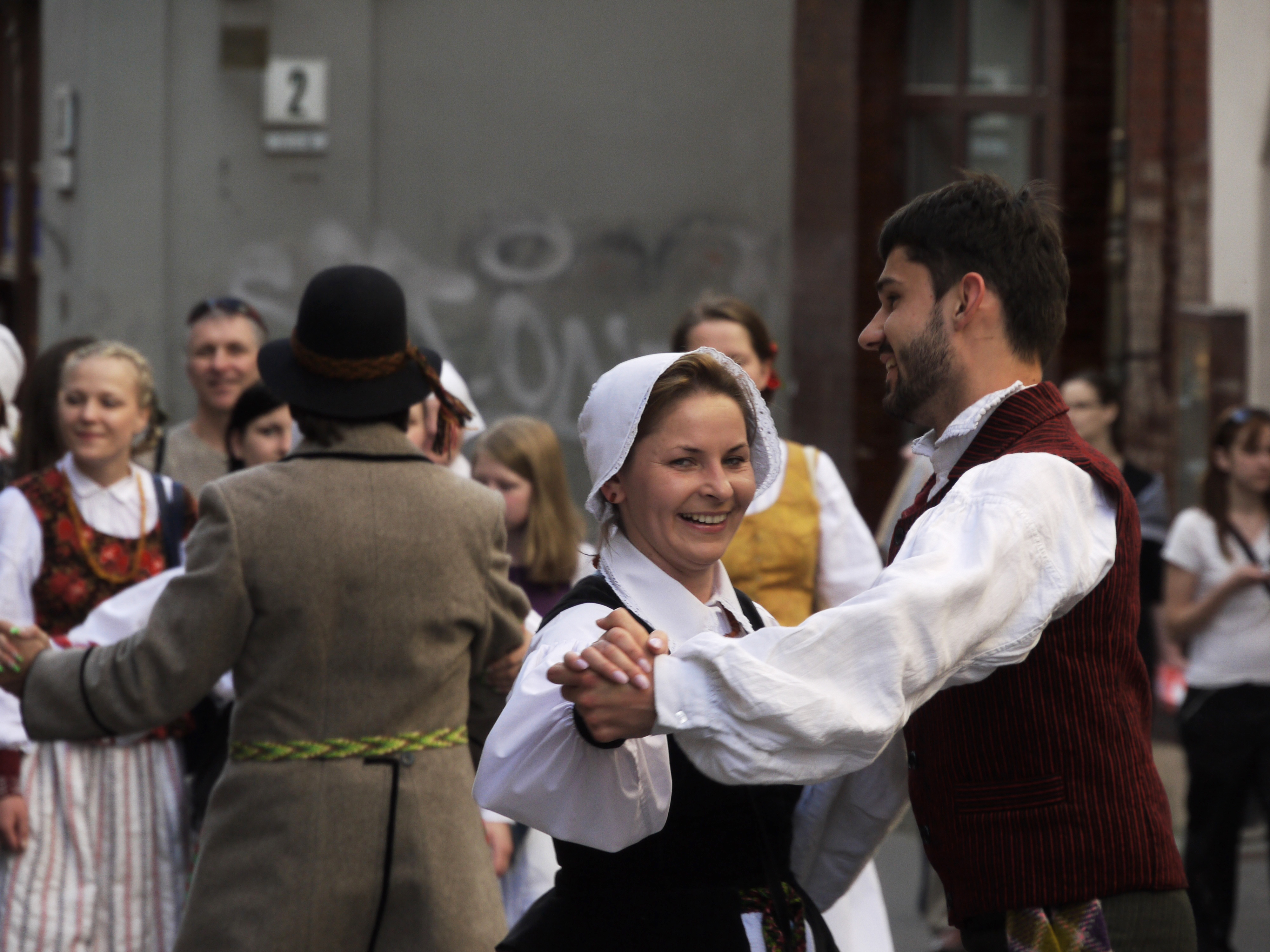
Coppie di lituani in abiti tradizionali ballano durante il Festival della canzone lituana del 2010: la tradizione avviata nel periodo interbellico sopravvive ancora oggi

Lo Stato divenne di fatto praticamente l'unico mecenate delle arti. Impiegando le sue istituzioni controllate e le imprese del capitale statale, cercò di coinvolgere una parte più ampia della società nel sostegno degli artisti. Particolare successo riscossero i festival della canzone, il primo dei quali si tenne a Kaunas dal 23 al 25 agosto 1924. I canti erano soprattutto quelli tradizionali e presto riguardarono anche il ballo: al secondo festival della canzone del 1928, dedicato al decimo anniversario dell'indipendenza della Lituania, parteciparono 6.000 cantanti.
Le numerose elaborazioni teatrali, letterarie e musicali andarono incontro a una battuta s'arresto dopo che l'autoritarismo si consolidò negli anni '30: il repertorio teatrale fu infatti soggetto alla censura e finì per diventare uno strumento politico.

### Esplicative
1. ↑  Il governo lituano proclamò Vilna come sua capitale nazionale e storica, ma la città era sotto il controllo del governo fantoccio sovietico della RSS Lituana tra il 1918 e il 1919, e successivamente dalla Polonia tra il 1919 e il 1940. Considerata la situazione, la sede del governo fu stabilita a Kaunas: nel 1940, quando l'Armata Rossa giunse in Lituania, parte della regione di Vilnius fu restituita in accordo con il trattato di mutua assistenza sovietico-lituano firmato in precedenza. Da allora, Vilnius tornò ad essere la città principale della Lituania e, dal 1990, è la capitale dell'odierno Paese baltico. Per maggiori informazioni, si veda Capitale provvisoria della Lituania.

### Bibliografiche
1. ↑  (EN) Congresso degli USA, Commissione Kersten, U.S. Government Printing Office, 1954,  p. 160.
2. 1 2 3  Carpini, p. 133.
3. 1 2 3 4 5 6 7 8 9 10 11 12 13  Seimas.
4. ↑  (EN) Rūta Janonienė, Tojana Račiūnaitė, Marius Iršėnas e Adomas Butrimas, The Lithuanian Millenium: History, Art and Culture, VDA leidykla, 2015,  p. 539, ISBN 978-60-94-47097-4.
5. 1 2 3 4 5 6 7 8  Snyder, pp. 61-63.
6. 1 2  (EN) Joanne Mancini e Keith Bresnahan, Architecture and Armed Conflict: The Politics of Destruction, Routledge, 2014,  pp. 108-109, ISBN 978-13-17-65977-8.
7. ↑  (EN) Congresso degli USA, Commissione Kersten, U.S. Government Printing Office, 1954,  p. 86.
8. ↑  (EN) Ernest John Harrison, Lithuania's Fight for Freedom, 3ª ed., Lithuanian American Information Centre, 1948,  p. 55.
9. ↑  (EN) Alfred Erich Senn, The Formation of the Lithuanian Foreign Office, 1918–1921, in Slavic Review, vol. 3, n. 21, settembre 1962,  pp. 500-507, DOI:10.2307/3000451, ISSN 0037-6779 (WC · ACNP).
10. ↑  (EN) Lietuvos Istorijos institutas, Lithuanian Historical Studies, 2ª ed., The Institute, 2000,  p. 139.
11. ↑  (EN) Witold S. Sworakowski, World Communism; a Handbook, 1918-1965, Hoover Institution Press, 1973,  p. 309, ISBN 978-08-17-91081-5.
12. ↑  (EN) Česlovas Laurinavičius, The Lithuania buffer problem of 1920 (PDF), in Istituto di Storia Lituana, 2019,  p. 76, ISSN 1392-2343 (WC · ACNP).
13. ↑  (EN) Merle Wesley Shoemaker, Russia, Eurasian states, and Eastern Europe, 24ª ed., Stryker-Post Publications, 1993,  p. 205, ISBN 978-09-43-44880-0.
«Lo stesso Józef Piłsudski, capo di Stato polacco assai influente negli anni Venti, era nato da una famiglia lituana polonizzata a Vilnius»
14. ↑  (EN) Audra Sipavičienė, International Migration in Lithuania: Causes, Consequences, Strategy, United Nations Economic Commission for Europe, 1997,  p. 79, ISBN 978-99-86-52339-0.
15. ↑  (EN) Michael MacQueen, The Context of Mass Destruction: Agents and Prerequisites of the Holocaust in Lithuania, in Holocaust and Genocide Studies, vol. 12, n. 1, 1998,  pp. 27-48, DOI:10.1093/hgs/12.1.27.
16. ↑  (EN) Louis Clerc, Nikolas Glover e Paul Jordan, Histories of Public Diplomacy and Nation Branding in the Nordic and Baltic Countries, BRILL, 2015,  p. 42, ISBN 978-90-04-30549-6.
17. 1 2  (EN) Dennis Showalter, World Wars 1914–1945, Amber Books Ltd, 2013,  p. 55, ISBN 978-17-82-74127-5.
18. ↑  (EN) Wojciech Roszkowski e Jan Kofman, Biographical Dictionary of Central and Eastern Europe in the Twentieth Century, Routledge, 2016,  p. 2905, ISBN 978-13-17-47593-4.
19. 1 2 3  Suziedelis, p. 337.
20. ↑  (PL) Piłsudski Józef Klemens, su encyklopedia.pwn.pl. URL consultato il 30 agosto 2021.
21. ↑   Juozas Skirius, Relazioni lituano-polacche nel 1938-1939, su Gimtoji istorija. Nuo 7 iki 12 klasės, Vilnius, Elektroninės leidybos namai, 2002, ISBN 998-69-21694.
22. ↑  (EN) James P. Nichol, Diplomacy in the Former Soviet Republics, Greenwood Publishing Group, 1995,  p. 123, ISBN 978-02-75-95192-4.
23. 1 2 3  (EN) Juozas B. Laučka, The Structure And Operation Of Lithuania's Parliamentary Democracy 1920–1939, in Lituanus, vol. 32, n. 3, autunno 1986, ISSN 0024-5089 (WC · ACNP). URL consultato il 6 ottobre 2021 (archiviato dall'url originale l'8 settembre 2008).
24. ↑  (EN) Piotr Eberhardt e Jan Owsinski, Ethnic groups and population changes in twentieth-century Central-Eastern Europe: history, data, and analysis, M.E. Sharpe, 2003,  p. 40, ISBN 978-0-7656-0665-5.
25. ↑  Senn, o. 60.
26. 1 2  (EN) Second Seimas, su lrs.lt. URL consultato il 7 ottobre 2021.
27. ↑  (EN) R.J. Crampton, Eastern Europe in the Twentieth Century, Routledge, 1994,  p. 102, ISBN 0-415-05346-3.
28. 1 2  Lane et al., pp. 50-51.
29. ↑  (EN) Vytas Stanley Vardys e Judith B. Sedaitis, Lituania: La nazione ribelle, WestviewPress, 1997,  pp. 34-36.
30. ↑  Senn, pp. 51-54.
31. ↑  (EN) Algimantas Kasperavičius, The Historical Experience of the Twentieth Century: Authoritarianism and Totalitarianism in Lithuania, in Totalitarian and Authoritarian Regimes in Europe, Berghahn Books, 2006,  pp. 299-300, ISBN 1-57181-641-0.
32. 1 2 3 4  (EN) Ineta Ziemele, International Law from a Baltic Perspective, BRILL, 2020,  p. 168, ISBN 978-90-04-43315-1.
33. ↑  Eidintas, p. 439.
34. ↑  Eidintas, p. 301.
35. ↑  Suziedelis, p. 18.
36. 1 2  (EN) Fourth Seimas, su lrs.lt. URL consultato il 7 ottobre 2021.
37. 1 2 3   Andrea Corsale, Geografia delle minoranze tra Baltico e Mar Nero, FrancoAngeli,  p. 172, ISBN 978-88-91-73895-0.
38. ↑  (EN) Donald J. Stocker, Britain, France, and the Naval Arms Trade in the Baltic, 1919-1939, Psychology Press, 2003,  p. 170, ISBN 978-07-14-65319-8.
39. ↑  (EN) Šarūnas Liekis, 1939: The Year that Changed Everything in Lithuania's History, Rodopi, 2010,  pp. 106-107, ISBN 978-90-42-02762-6.
40. ↑  Eidintas, p. 304.
41. 1 2 3  (EN) First Independent Republic of Lithuania (1918-1940), su truelithuania.com. URL consultato il 2 ottobre 2020.
42. ↑  (EN) Tomas Balkelis e Violeta Davoliūtė, Population Displacement in Lithuania in the Twentieth Century, BRILL, 2016,  p. 139, ISBN 978-90-04-31410-8.
43. ↑  (LT) 1939. URSS - Trattati tedeschi e Lituania. Riacquisizione di Vilnius e ultimatum dell'URSS, su šaltiniai.info. URL consultato il 25 aprile 2020.
44. ↑  (EN) David Crowe, The Baltic States And The Great Powers: Foreign Relations, 1938-1940, Routledge, 2019,  p. 102, ISBN 978-10-00-31480-9.
45. 1 2  (EN) Alfred Erich Senn, Lithuania 1940: Revolution from Above, BRILL, 2007,  p. 103, ISBN 978-94-01-20456-9.
46. ↑  Senn, p. 98.
47. ↑  Senn, p. 187.
48. 1 2  Carpini, p. 151.
49. ↑  Suziedelis, p. 86.
50. ↑  Lane et al., p. 9.
51. ↑  (EN) Jarosław Sozański, International legal status of Lithuania, Latvia and Estonia in the years 1918-1994, Poligrāfists, 1995,  p. 99.
52. ↑   Giovanni Codevilla, Dalla rivoluzione bolscevica alla Federazione Russa, FrancoAngeli, 1996,  p. 207 (nota 257), ISBN 978-88-20-49531-2.
53. ↑   Giuseppe D'Amato, Viaggio nell'hansa baltica: l'Unione europea e l'allargamento ad Est, GRECO & GRECO Editori, 2004,  p. 121, ISBN 978-88-79-80355-7.
54. ↑  Eidintas, p. 47.
55. ↑  (EN) Alfred Erich Senn, Lithuania 1940: Revolution from Above, BRILL, 2007,  p. 131, ISBN 978-94-01-20456-9.
56. ↑   Giovanna Motta, Il Baltico: Un mare interno nella storia di lungo periodo, Edizioni Nuova Cultura, 2013,  p. 83, ISBN 978-88-68-12158-7.
57. ↑  (EN) Georg Klöcker, Ten Years After the Baltic States Re-entered the International Stage, Nomos, 2001,  p. 75, ISBN 978-37-89-07569-8.
58. ↑  (EN) Vít Hloušek, Presidents above Parties?, Masarykova univerzita, 2014,  p. 207, ISBN 978-80-21-07802-4.
59. ↑  (EN) Tadas Adomonis, Lithuania: An Encyclopedic Survey, Encyclopedia Publishers, 1986,  p. 125.
60. ↑  (EN) Francisca de Haan, Krasimira Daskalova e Anna Loutfi, Biographical Dictionary of Women's Movements and Feminisms in Central, Central European University Press, 2006,  p. 74, ISBN 978-96-37-32639-4.
61. ↑  Suziedelis, p. 105.
62. ↑  (EN) Tomas Balkekis, War, Revolution, and Nation-Making in Lithuania, 1914-1923, Oxford University Press, 2018,  p. 116, ISBN 978-01-91-64485-6.
63. 1 2  (EN) Eglė Rindzevičiūtė, Constructing Soviet Cultural Policy: Cybernetics and Governance in Lithuania After World War II, Tema Q, 2008,  p. 49, ISBN 978-91-89-31592-1.
64. ↑  (EN) Jānis Klētnieks, Theses historiae scientiarium Baltica, Associetas Historiae Scentiarum Latviensis, 1996,  p. 20.
65. ↑  (EN) The Europa World Year Book, Europa Publications, 1989,  p. 2013, ISBN 978-18-57-43020-2.
66. ↑  (EN) World Bank, Lithuania: Analytical background, WB Publications, 1998,  p. 129, ISBN 978-08-21-34327-2.
67. ↑  (EN) Egidijus Aleksandravičius, Lithuania: Past, Culture, Present, Baltos lankos, 1999,  p. 166, ISBN 978-99-86-86150-8.
68. ↑  (EN) Tadas Adomonis, Lithuania: An Encyclopedic Survey, Encyclopedia Publishers, 1986,  p. 126.
69. ↑  (EN) Wojciech Roszkowski, Land Reforms in East Central Europe, Institute of Political Studies, Polish Academy of Sciences, 1995,  p. 122.
70. ↑  (EN) Dipartimento degli affari interni e esteri, Daily Consular and Trade Reports, DCL, 1932,  p. 365.
71. ↑  (EN) Camera del Commercio e dell'Industria di Kaunas, CCIC in Lithuania, su kcci.lt. URL consultato il 2 ottobre 2020.
72. ↑  (EN) Anicetas Simutis, The Economic Reconstruction of Lithuania After 1918, Columbia University Press, 1942,  p. 37, ISBN 978-05-98-38182-8.
73. 1 2  (EN) Viktorias Liutkus, Lithuanian Art and the Avant-Garde of the 1920s, in Lituanus, vol. 2, n. 54, estate 2008, ISSN 0024-5089 (WC · ACNP). URL consultato il 2 ottobre 2020 (archiviato dall'url originale il 23 aprile 2014).
74. ↑  (EN) Antanas Klimas, Two Lithuanian Encyclopedias completed, in Lituanus, vol. 25, n. 4, inverno 1979. URL consultato il 20 luglio 2020 (archiviato dall'url originale il 7 marzo 2014).
75. ↑  (EN) Nicola Williams, Debra Herrmann e Cathryn Kemp, Estonia, Latvia & Lithuania, 3ª ed., Lonely Planet, 2003,  p. 91, ISBN 978-17-40-59132-4.
76. ↑  (EN) Lithuanians in Canada, Lights Printing and Publishing Company, 1967,  p. 123.